# صدف‌های لاله

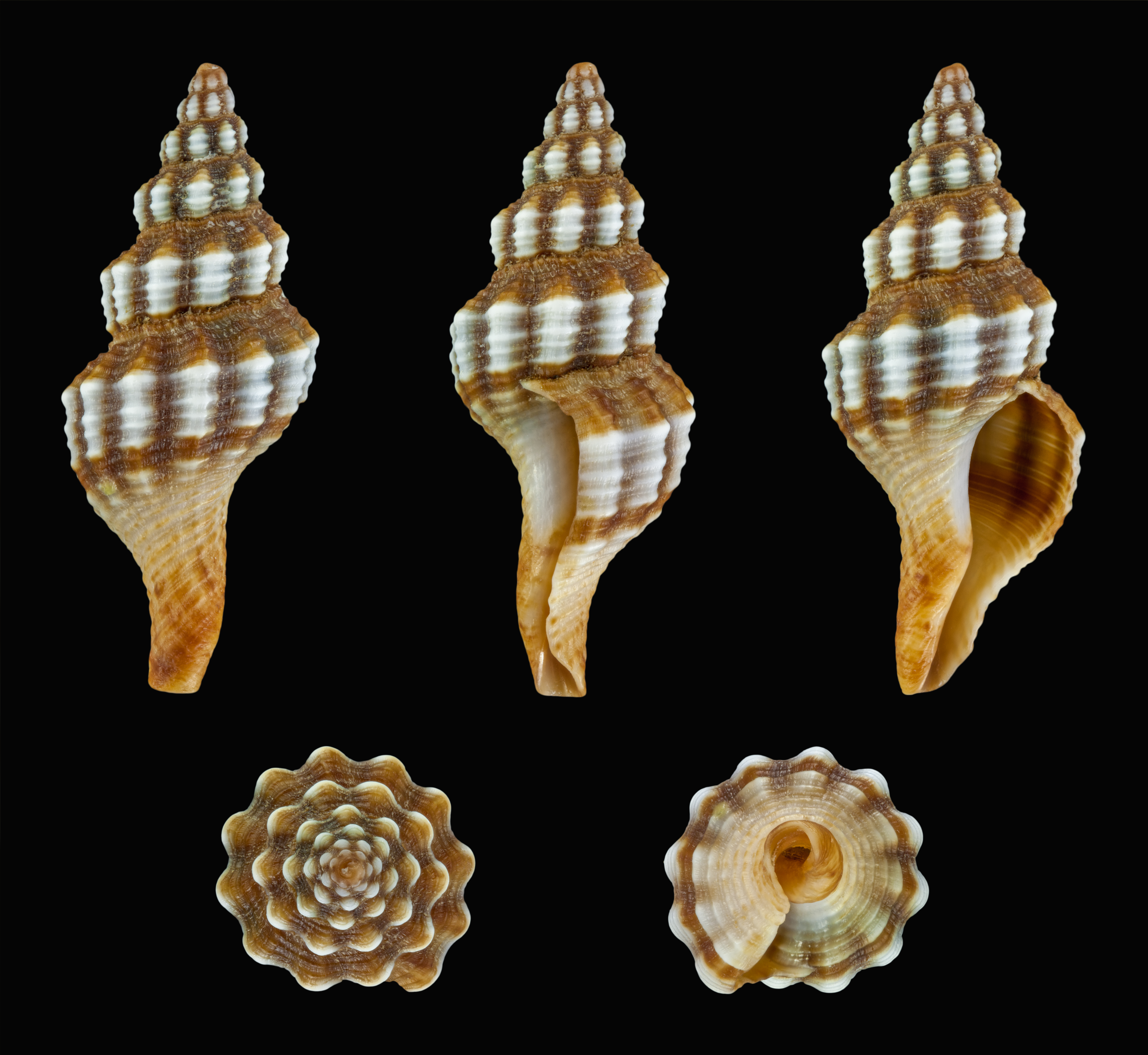
صدف لاله‌ای با در موزهٔ تاریخ طبیعی تولوز.

صدف لاله (نام علمی: Fasciolariidae) نام یک تیره از بالاخانواده نفیرواران است.